# Matutinus antares
Matutinus antares är en insektsart som beskrevs av Ronald Gordon Fennah 1972. Matutinus antares ingår i släktet Matutinus och familjen sporrstritar. Inga underarter finns listade i Catalogue of Life.